# St James South Elmham
 (mars 2023).
St James South Elmham est un village et une paroisse civile du Suffolk, en Angleterre.